# 歲月風雲 (電視劇)
《歲月風雲》（英語：The Drive of Life；前名《風雲歲月》）是香港電視廣播有限公司與中國中央電視台合作攝製的時裝商戰電視劇，由劉松仁、苗僑偉、廖京生、佘詩曼、宣萱、林峯、鄧萃雯、馬德鐘及胡杏兒領銜主演，並由伍衛國、馮紹峰、吳卓羲、黃淑儀及梁靖琪聯合演出，出品人為陳志雲、馬潤生，監製為梁家樹（藝術總監）、潘嘉德（製片人）。此劇是以配合香港特別行政區成立十周年紀念為基礎而選播的劇集。本劇的故事以中國汽車業發展為骨幹，於2007年6月30日晚上在中央電視台電視劇頻道首播，並於2007年7月16日於無綫電視翡翠台及海外華語市場同步播出。此外，此劇亦在馬來西亞收費電視台播出。

## 故事
在20世紀初，華開元，曾經在政府工作，並且在海外留學後返回家鄉。突然在某一天看見進口車在中國的城市內行駛。引致他決心發展中國汽車業。經過不少的鬥爭後，他最終建立了一個汽車維修工場。在第二次世界大戰前，他由汽車維修工場擴展到汽車引擎製造廠，並且慢慢地能實現他的抱負和夢想。但是在第二次世界大戰爆發時，華家的公司被迫停止擴張，直到國共內戰完結後，中华人民共和国正式成立之時，華家的汽車引擎製造廠終於重開。
在同一時候，華開元的兒子，華譽昌正在改變。譽昌認為生產汽車引擎只是基礎的開始，他們的最終目標是建立大型汽車製造王國。他用心培養自己的三個兒子：華文翰、華文鴻及華文碩。踏入50年代，中國的經濟環境突然改變，汽車引擎製造廠被轉為國營企業，使發展緩慢。直至60年代，華譽昌因過度工作去世，他的夢想無法實現。
在1965年，長子華文翰，剛從大學畢業，並認為移居到香港會有良好發展機會，但為了照顧年邁的母親，其中一人必須留在北京。因此，華文鴻和華文翰利用抽籖的方法來決定誰人留在北京。但華文翰於抽籤中作弊，引致華文翰及華文碩前往香港後，華文鴻只好逗留在中國。華文鴻當時希望在汽車廠成為工程師，但由於中國在1966年發生文化大革命，他被迫下鄉，同時失去了聯絡。踏入70年代，華文鴻終於能夠返回汽車廠工作，並且在不久委任為拖拉機廠的工程師，進一步擴展事業。在另一方面，文碩和文翰在香港居住，並且繼續努力工作，終於得到商人汪政國欣賞，並且把他的女兒嫁給文碩。他取得資金及與兄弟們合作開設鋼鐵廠。從那時起，兩兄弟成為富商。
在80年代初，中國正式改革開放，引致經濟急促發展。文鴻的拖拉機廠轉為生產小型貨車，並且有正面的成果。不過改革開放政策不但能夠帶來不少的經濟商機，也帶來了強烈的競爭，使這個小型汽車工廠在市場上面對巨大的壓力。除此之外，由於當時沒有其他外國汽車製造商願意合作，引致生意大跌。直至90年代，汽車業邁向新一頁，由合作社轉為集體所有制，投入了外來資金及實施現代化管理系統。同一時候，文翰返回北京尋找文鴻，但基於過去的原因，兩兄弟和解。此外文翰秘密派了一名人士投資汽車製造廠，藉此幫助自己解決困難。
在另一方面，早於1994年，文翰及文碩一起暗中爭奪鋼鐵廠的控制權。但基於汪政國的唯一兒子，汪紹良也想繼承父親的大業，因汪政國也邁向老年。但文翰認為紹良並不是適合人選，不希望鋼鐵廠會破壞在紹良的手上。因此引發了華家及汪家的權力鬥爭。不過文碩知道汪政國是他的支持人，加上承諾他會願意維護汪家的財產，因此他沒有選擇，只好與哥哥對抗。到了最後，文翰成功把汪家驅趕出鋼鐵廠，並且取得鋼鐵廠的全面控制，但反而與文碩吵架。文碩知道自己出賣汪家，及因為他們返回香港，文碩與家人移民到加拿大。
臨近1997年，儘管文翰能夠全面控制鋼鐵廠的生產程序，但生意卻一落千丈。在另一方面，他的兒子華振邦的地產事業有好的發展。振邦和股東迫使文翰動用一大筆資金注資物業發展投資，隨後他在沒有選擇的情況下同意。但是返回香港後，亞洲金融風暴爆發，他的財產和地產事業倒下，使鋼鐵製造亦被波及，最終鋼鐵廠清盤。振邦因而對自己失去信心。僥倖地，華家仍然在內地有汽車廠，因此振邦決定回中國管理汽車廠，希望能挽回劣勢，文翰和振邦與出外各自其餘落下，文翰一樣寧願留在香港重新發展。
振邦是決心在這汽車廠掙得盈利下，但是因為中港兩地管理方式有異而感到困難。但是一樣所有人都朝着同一目標而努力，因此之後辛勞和整理，振邦、文鴻和他的兒子振民團結一致。其後振邦發現他三叔文碩的女兒清琳是個出色的汽車設計師，遂說服她加入汽車廠，所以有更大的進步。同一時間，文碩從加拿大回港和補釘往上與文翰。文鴻目擊怎樣振邦為管理車廠而下了不少努力，這樣他決定往索在文碩一出發行業待人一起汽車一部分，希望可以為車廠的未來舖路。踏入千禧年，兩代人一起辛勞地工作着，最終成功建立了一個獨立的汽車品牌。一個分裂的家庭亦正因朝着同一個夢想走而變得團結起來。
车厂的业务虽然正在慢慢地走上轨道， 但是工厂的两位领导人, 负责经营管理的振邦和负责市场销售的振民经常因为不同的管理思维而引起争执。在2001年，中國加入世界貿易組織，進口汽車品牌正式進入中國市場，引起了轿车工业之间的激烈竞争。负责提供引擎的制造商以车厂的生产不足为由，决定停止向车厂供应引擎。这让他们认识到引擎是轿车的灵魂，而引擎的研发及生产极其重要。其实， 文鴻一早就设计了一个轿车引擎；因为工厂面临的危机，有关这项设计的调查进程就得以加快。振邦决定自行制造引擎以开始第二代轿车系列的生产线。但由于振邦一贯的急进冒险，计划令车厂面临破产的危机。由于意见不和，振民决定离开车场；加上文翰因为疾病而瘫痪，令振邦的人生跌进谷底。
在2004年，汽車廠正處於劣勢，文鴻以長輩身分鼓勵振邦重新振作，和幫助他圓了他祖父的遺願。振邦從痛苦的經驗學習，又到香港往調查在這表上的一項的這汽車廠到那市場，希望製造第二代的汽車可救回車廠。振邦堅持的態度感動了那些曾離他而去的人，他們都紛紛回到車廠協助。車廠取得牌照後，他們的對手竟然以醜聞攻擊車廠，使它的股價下跌，他們製造的第二代汽車亦不能在市場上面世。振邦和其他人被投資者控告，更多的麻煩亦接踵而至...... 另一方面，離開了車廠的振民成功建立了他的卡車運輸公司，因為振邦如何奮鬥困難往繼續實現夢想，他非常感動，而且決定提出離開過去的怨恨，投入資金和人力到工廠，再次與振邦合作，兩個人努力解決所有的問題......
兄弟團結排除障礙。 由20世紀到2007年，華家共渡難關，最後終於成功建立屬於中國人的車輛品牌，圓了上一代的夢。他們相信只有團結才會成功......

## 演員表

### 華家
| 演員   | 來自     | 配音員 | 角色   | 關係/暱稱 | 1994至2007年內之年齡 |
|        |          |        | 華开元 | 華誉昌之父 華文翰、華文鸿、華文硕之祖父 華清瑜、華振邦、華振民、華清琳之曾祖父 已去世 |                      |
|        |          |        | 華誉昌 | 華开元之子 華文翰、華文鸿、華文硕之父 许湛恩、汪绍芬之家翁 汪政国、田丰收、水云霞之亲家 已去世 |                      |
| 劉松仁 | 香港     | 杜燕歌 | 華文翰 | 國威鋼鐵集團副主席兼行政總裁→華翔鋼材貿易公司老闆→華喆汽車老闆之一兼主席 出生于1942年 華開元之長孫 華譽昌之長子 華文鴻之兄，與其不和，後來和好 華文碩之兄, 出賣其並且反目，後和好 許湛恩之夫，後來反目，最後和好 華清瑜、華振邦之父 華振民、華清琳之大伯父 汪紹芬之針對對象，後來和好 與汪紹良不和 衛長萍之舊同學兼初戀情人兼亲家 危永標之上司，後為岳父，後來反目成天敵，最後和好 榮秀風之家翁，後來反目成仇人，最後和好 荣乔生、危令泰、卢皓月之亲家 危天行之天敵 曾受汪政國之恩惠 於第13集建立華翔鋼材貿易公司 於第26集接納華振邦之建議自資開設車廠，後於第31集正式建立華喆汽車 于第37集因揭穿危永標之惡行而令其被危天行派人打傷 于第41集建立零部件廠 于第50集被榮秀風撞至半身不遂，後于第54集康復 于第51集賣掉零部件廠 于第56集鼓勵華振邦研發節能車「遠景」 青年由麥子樂飾演 | 52至65歲             |
| 黃淑儀 | 香港     | 李 娟  | 許湛恩 | 名媛闊太 出生于1947年 華文翰之妻，後來反目，最後和好 華清瑜、華振邦之母 華文鴻、華文碩之大嫂 華振民、華清琳之大伯母 危永標之岳母，被其蒙騙其做盡壞事 榮秀風之家婆，後來反目成仇人，最後和好 衛長萍之情敵 於第20集險被汪紹芬離間與華文翰離婚 於第22集間接令衛長萍自殺身亡 | 47至60歲             |
| 宣 萱  | 香港     | 蘇柏麗 | 華清瑜 | Carmen 國威鋼鐵集團會計經理→華翔鋼材貿易公司職員→華喆汽車設計師 出生于1964年 华开元之长曾孙女 华誉昌之长孙女 華文翰、許湛恩之女 華文鴻、華文碩、汪紹芬之姪女 華振邦之姊 危永標之同事兼好友，後為妻，並被其蒙騙做盡壞事 荣秀风之姑拉 危令泰、盧皓月之媳婦 危天行之侄媳妇 華振民、華清琳之堂姊 韋倫之前女友 寶慧之前情敵 於第59集受危永標唆擺指證華振邦傷人 於第60集險被危永標扼斃 | 30至43歲             |
| 林 峯  | 香港     | 張 藝  | 華振邦 | 「遠景」汽車意念創始人 國威鋼鐵集團物業部經理→長路福川車廠前副廠長→華喆汽車職員→華喆汽車公司中東市場話事人→華喆汽車公司「遠景」開發部話事人→華喆汽車之主席 出生于1967年 華文翰、許湛恩之子 华誉昌之孙 华开元之长曾孙 華文鴻、華文碩、汪紹芬之姪 華清瑜之弟 華振民之堂兄，曾不和，後和好 華清琳之堂兄 榮秀風之男友，曾被其悔婚而反目，後和好成為其丈夫 荣乔生、卫长萍之女婿 方秉怡之男友，後為未婚夫，後分手，后为堂弟媳 危天行之天敵 危永標之舅仔兼天敵，與其不和 於第12集間接令國威鋼鐵集團清盤 於第26集向華文翰提出自資開設車廠之建議 于第51集為華喆開拓國際市場而飛往中東 于第56集返回香港，後開始研發節能車「遠景」 於第59集被華清瑜指證傷人，後於第60集無罪釋放 | 27至40歲             |
| 廖京生 | 中國大陸 | 張炳強 | 華文鴻 | 長路福川車廠前廠長→華喆汽車老闆之一兼華喆車廠前廠長→鴻碩4S汽車銷售店老闆之一 出生于1946年 華開元之次孫 華譽昌之次子 華文翰之弟，與其不和，後來和好 華文碩之兄 華振民之父 田豐收、水雲霞之女婿 華清瑜、華振邦之二叔 華清琳之二伯父 衛長萍之大學同學，後為情人 方秉怡之家翁 於第57集與華文碩、華振民合資開辦鴻碩4S汽車銷售店，後重遇曹紅 青年由陳堃飾演 | 48至61歲             |
| 馮紹峰 | 中國大陸 | 蘇強文 | 華振民 | 長路福川車廠銷售經理→華喆車廠銷售經理→鴻碩4S汽車銷售店老闆之一→華喆汽車之副主席 出生于1970年 華文鴻之子 华誉昌之幼孙 华开元之幼曾孙 田豐收、水雲霞之外孫 華文翰、许湛恩、華文碩、汪绍芬之姪 方秉怡之夫 方耀忠之女婿 钱带娣之孙女婿 聪仔、方家侄儿之姑丈 華清瑜之堂弟 華振邦之堂弟，曾不和，後和好 華清琳之堂兄 危永标之堂舅仔 荣秀风之堂叔仔 李倩茜前男友 於第57集與華文鴻、華文碩合資開辦鴻碩4S汽車銷售店 | 24至37歲             |
| 苗僑偉 | 香港     | 譚王鴻 | 華文碩 | Michael 國威鋼鐵集團市場部經理兼主席→加拿大餐館老闆→無限科研公司主席→華喆汽車老闆之一→鴻碩4S汽車銷售店老闆之一 出生于1952年 華開元之幼孫 華譽昌之幼子 華文翰之弟，並被其出賣並且反目，後和好 華文鴻之弟 汪紹芬之丈夫，曾與其離婚，後再復合 汪政國之女婿 汪紹良之姐夫，後來反目 華清琳之父 華清瑜、華振邦、華振民之孻叔 危介强之未来岳父 危天行之天敵兼情敵 芝芝之情夫，後為好友 於第24集與汪紹良合資開辦無限科研公司兼成為主席 於第28集被危天行陷害而令無限科研公司清盤 於第29集企圖在遊艇裏燒炭自殺，後被汪紹芬所救 於第57集與華文鴻、華振民合資開辦鴻碩4S汽車銷售店 童年由石云鹏飾演 | 42至55歲             |
| 鄧萃雯 | 香港     | 潘 寧  | 汪紹芬 | Fanny 名媛→加拿大餐館老闆娘→恆生銀行貸款部經理 出生于1956年 為人野蛮，不讲道理 華文碩之妻，曾與其離婚，後再復合 華清琳之母 华开元之孙媳妇 华誉昌之媳 汪政國之女 汪紹良之姊 華清瑜、華振邦、華振民之孻嬸 危介强之未来岳母 危天行之前女友兼秘書,情妇 芝芝之下屬兼情敵 針對華文翰，後來和好 被华文硕一直瞒着在外面搞女人 於第20集為向華文翰報復而企圖離間許湛恩與其離婚 於第29集在遊艇上救了華文碩 於第47集成為危天行遺產之見證人 於第57集與華文碩復合 | 38至51歲             |
| 梁靖琪 | 香港     | 溫 暢  | 華清琳 | Linda 汽車雜誌記者 出生于1976年 華文碩、汪紹芬之女 华誉昌之幼孙女 汪政國之外孫女 汪绍良之外甥女 华开元之幼曾孙女 華文翰、许湛恩、華文鴻之姪女 華清瑜、華振邦、華振民之堂妹 危永标之堂姨仔 暗戀危介強，後為其女友 危令泰之未来媳妇 | 18至31歲             |
| 廖麗麗 | 香港     |        | 蘭 姐  | 華文翰家下人 |                      |

### 汪家
| 演員   | 來自 | 配音員 | 角色   | 關係/暱稱 | 1994至2007年內之年齡 |
| 劉 江  | 香港 | 孙燕超 | 汪政國 | 汪爺 國威鋼鐵集團主席 （1929-1994） 汪紹芬、汪紹良之父 華文碩之岳父 華清琳之外公 华文翰之恩人 第4集因末期肝癌病逝 | 65歲                 |
| 鄧萃雯 | 香港 | 潘 寧  | 汪紹芬 | Fanny 出生于1956年 汪政國之女 汪紹良之姊 参见華家 | 38至51歲             |
| 陳國邦 | 香港 | 許秉珩 | 汪紹良 | 國威鋼鐵集團股東→無限科研公司副主席 出生于1960年 汪政國之子 汪紹芬之弟 華清琳之舅父 華文碩之舅仔，後來反目，後來和好 華文翰、許湛恩之姻弟 與華文翰不和 于第2集回香港 於第4集因與何堅勾結收扣回佣而被華文翰開除 於第5集逃到台灣避債 於第17集返回香港 於第24集與華文碩合資開辦無限科研公司兼成為副主席 於第28集被危天行陷害而令無限科研公司清盤 於第33集逃返台灣避債 | 34至47歲             |

### 危家
| 演員   | 來自 | 配音員 | 角色   | 關係/暱稱 | 1994至2007年內之年齡 |
| 許紹雄 | 香港 | 劉印生 | 危令泰 | 泰通達車行老闆 盧皓月之夫 危天行同父異母之兄 危永標、危介強之父 華清瑜之岳父 华文翰、许湛恩之亲家 於第24集獲危介強捐獻肝臟，並與其父子相認 於第49集為避開爭產案而飛往山打根祖屋暫住 於第51集返回香港 |                      |
| 韓馬利 | 香港 | 溫 暢  | 盧皓月 | 危令泰之妻 危天行之大嫂 危永標之母 華清瑜之家婆 华文翰、许湛恩之亲家 危介強之继母 於第49集為避開爭產案而飛往山打根祖屋暫住 於第51集返回香港 |                      |
| 伍衛國 | 香港 | 蔡濟生 | 危天行 | 天狼國際公司主席 （1950-2005年9月15日） 危令泰同父異母之弟 危永標之二叔，後來反目 危介強之二叔 汪紹芬之前男友兼上司及情夫 華文翰、華振邦之天敵 華文碩之天敵兼情敵 榮秀風之師父兼上司 駱奇之上司 于第12集使計令國威鋼鐵集團清盤 于第27集開始與危永標勾結 于第28集陷害華文碩、汪紹良而令無限科研公司清盤 于第37集因獲悉危永標之惡行而派人打傷危永標 於第47集為在「中國人的車」上名垂青史而決意注資華喆，後被危永標推牆而腦癌病發死亡 | 44-55歲（2005年）    |
| 馬德鐘 | 香港 | 黎泓和 | 危永標 | 本劇終極大反派、後悔改 「飆颺」汽車意念創始人 國威鋼鐵職員→華翔鋼材貿易公司職員→天狼國際旗下投資公司職員→長路希登之行政總裁→華喆汽車職員→華喆汽車之主席 出生于1964年 危令泰、盧皓月之子 危介強同父異母之兄 華清瑜之夫 危天行之大姪，蛤巴狗後來反目 華文翰之下屬，後為女婿，後來反目成天敵，最後和好 許湛恩之女婿,蒙骗其並做盡壞事 華振邦之姐夫兼天敵 榮秀風之天敵 華文鴻、華文碩、汪绍芬之姪女婿 華振民、華清琳之堂姐夫 韋倫之情敵 于第27集開始與危天行勾結 于第28集協助危天行陷害華文碩、汪紹良 于第37集因華文翰揭穿其惡行而被危天行派人打傷 于第46集唆使陳俊昌在零部件廠放火，並嫁禍榮秀風 于第47集向危天行推牆致腦癌病發及見死不救，後偽造危天行遺囑 於第48集與榮秀風對簿公堂 于第49集唆使陳俊昌動用資金炒賣期鋼而令華喆陷入財困 于第50集破壞榮秀風之座駕而令華文翰被其撞至半身不遂 于第52集因改裝賽車而令危介強撞車昏迷 于第53集把撞車意外責任嫁禍給危介強 于第54集計劃罷免華文翰主席之位 于第56集妄顧華喆之能力而強行研發豪華房車「飆颺」 于第58集為加快研發進度而在「飆颺」上動手腳 于第59集唆使華清瑜指證華振邦傷人 于第60集企圖扼斃華清瑜，後醒覺自首入獄三年 | 30至43歲             |
| 吳卓羲 | 香港 | 趙 威  | 冼介強 | 原名危介強 清水灣車神 賽車手 出生于1974年 危令泰之私生子 卢皓月之继子 危永標同父異母之弟 危天行之小姪 华清瑜之叔仔 黃祥之養子 被華清琳暗戀，後為其男友 陳嘉樂之徒弟 於第23集出場 於第24集捐獻肝臟給危令泰，並與其父子相認 於第35集開始擔任華喆車手，一炮而紅 於第52集因危永標改裝賽車而撞車昏迷 於第58集甦醒 | 20至33歲             |

### 榮家
| 演員   | 來自 | 配音員 | 角色   | 關係/暱稱 | 1994至2007年內之年齡         |
| 黃植森 | 香港 |        | 榮喬生 | 衞長萍之亡夫 榮秀風之亡父 华文翰、许湛恩之亡亲家 华振邦之亡岳父 骸骨於1999年在榮家後園發現，證實在1992年前遭衛長萍错手殺害死亡 |                              |
| 陳美琪 | 香港 | 小華   | 衛長萍 | （1947-1999） 榮喬生之妻 榮秀風之母 華文翰學妹兼初戀情人，后为亲家 华振邦之岳母 華文鴻之大學同學，後為情人 許湛恩之情敵兼亲家 因不堪榮喬生所虐，於1992年前錯手將其殺害，後失憶忘記此事 於第22集在獄中自殺，送院後因傷勢過重不治身亡 青年由唐素琪飾演 | 47至52歲（於1999年自殺身亡） |
| 佘詩曼 | 香港 | 周 筠  | 榮秀風 | 樂安居地產代理→雅芳婷床上用品店售貨員→推廣員→天狼國際公司職員 出生于1968年 榮喬生、衞長萍之女 第三集出場 華振邦之女友，曾悔婚而反目，後和好成為其妻 方秉怡之情敵 華文翰、許湛恩之媳婦，後來反目成仇人，最後和好 华清瑜之弟媳 华振民、华清琳之堂嫂 危天行之徒弟兼下屬 危永標之天敵 於第32集因得悉其母衞長萍之自殺真相而向華振邦悔婚 於第33集意外流產并离开香港前往美国 於第40集返回香港 于第46集被危永標嫁禍在零部件廠放火 於第47集成為危天行遺產之唯一執行人 於第48集與危永標對簿公堂 于第50集因危永標破壞其座駕而誤把華文翰撞至半身不遂 于第51集陪伴華振邦飛往中東 于第56集返回香港 | 26至39歲                     |

### 方家
| 演員   | 來自 | 配音員        | 角色     | 關係/暱稱 | 1994至2007年內之年齡 |
| 李國麟 | 香港 | 孙燕超 黄法勤 | 方耀忠   | 威馬電器職員 方秉怡之父 錢帶娣之子 华振民之岳父 华文鸿之亲家 聪仔、方家侄儿之祖父 |                      |
| 黎 宣  | 香港 | 林晓萍        | 錢帶娣   | 方秉怡之祖母 方耀忠之母 聪仔、方家侄儿之曾祖母 |                      |
| 胡杏兒 | 香港 | 周 瑩         | 方秉怡   | Yuki、Yiki、阿怡 國威鋼鐵物業部職員→長路福川車廠職員→威馬電器職員→華喆汽車職員 出生于1970年 方耀忠之女 錢帶娣之孫女 華振邦之秘書，後為女友，最後分手，后为堂弟媳 華振民之妻 华清瑜之堂弟媳 华清琳之堂嫂 榮秀風之情敵 華文鴻之媳婦 田豐收、水雲霞之外孫媳 方家姪兒、聪仔之孻姑姐 於第43集知道榮秀風當年是意外流產 | 24至37歲             |
| 蔡曜力 | 香港 |               | 聰仔     | 华振民、方秉怡侄子 方耀忠之孙 钱带娣之曾孙 |                      |
| 王秉熹 |      |               | 方家侄儿 | 华振民、方秉怡侄子 方耀忠之孙 钱带娣之曾孙 |                      |

### 華喆汽車公司及車廠
| 演員   | 來自     | 配音員 | 角色     | 關係/暱稱 | 1994至2007年內之年齡 |
| 劉松仁 | 香港     | 杜燕歌 | 華文翰   | 國威鋼鐵集團副主席兼行政總監→華翔鋼材貿易公司老闆→華喆汽車老闆之一兼主席 于第55集險被宋學禮等人罷免其主席之職，後卸任華喆汽車之主席 青年由麥子樂飾演 参见華家                                                                       | 52至65歲             |
| 苗僑偉 | 香港     | 譚王鴻 | 華文碩   | Michael 國威鋼鐵集團市場部經理兼主席→加拿大餐館老闆→無限科研公司主席→華喆汽車老闆之一→鴻碩4S汽車銷售店老闆之一 于第53集辭職，後于第60集返回華喆 童年由石云鹏飾演 参见華家                                                           | 42至55歲             |
| 林 峯  | 香港     | 張 藝  | 華振邦   | 「遠景」汽車意念創始人 國威鋼鐵集團物業部經理→長路福川車廠前副廠長→華喆汽車職員→華喆汽車公司中東市場話事人→華喆汽車公司「遠景」開發部話事人→華喆汽車之主席 于第60集接任華喆汽車之主席 参见華家                                      | 27至40歲             |
| 馬德鐘 | 香港     | 黎泓和 | 危永標   | 「飆颺」汽車意念創始人 國威鋼鐵職員→華翔鋼材貿易公司職員→天狼國際旗下投資公司職員→長路希登之行政總裁→華喆汽車職員→華喆汽車之主席 第55集企圖唆使宋學禮等人罷免華文翰主席之職，後接任華喆汽車之主席 第60集卸任華喆汽車之主席 参见危家 | 30至43歲             |
| 宣 萱  | 香港     | 蘇柏麗 | 華清瑜   | Carmen 國威鋼鐵集團會計經理→華翔鋼材貿易公司職員→華喆汽車設計師 参见華家 | 30至43歲             |
| 胡杏兒 | 香港     | 周 瑩  | 方秉怡   | 國威鋼鐵物業部職員→長路福川車廠職員→威馬電器職員→華喆汽車職員 華振邦之秘書 参见方家 | 24至37歲             |
| 蔡子健 | 香港     | 許秉珩 | 吳志明   | 吳明（唔明） 國威鋼鐵職員→長路福川車廠職員→華喆汽車職員 華振邦之助手 于第56集被危永標開除，後被華振邦聘回 |                      |
| 駱應鈞 | 香港     | 黄法勤 | 陳俊昌   | 國威鋼鐵廠員工→華喆汽車職員 于第46集被危永標唆擺在零部件廠放火，並嫁禍榮秀風 于第49集被危永標唆擺動用資金炒賣期鋼而令華喆陷入財困                                                                                                   |                      |
| 陳智燊 | 香港     |        | 姜 海    | Tony 李倩茜同學兼丈夫 華喆汽車廠員工 |                      |
|        | 香港     |        | 蒲 錦    | 長路福川老闆 |                      |
| 魯振順 | 香港     |        | 曾 董    | |                      |
| 殷 櫻  | 香港     |        | 蘇 珊    | |                      |
| 伍慧珊 | 香港     |        | 家 玲    | |                      |
| 關伊彤 | 香港     |        | 小 曼    | |                      |
| 何啟南 | 香港     |        |          | 車廠工人 |                      |
| 湯俊明 | 香港     |        |          | 車廠工人 |                      |
| 陸駿光 | 香港     |        |          | 車廠工人 |                      |
| 葉 暐  | 香港     |        |          | 車廠工人 |                      |
| 許明志 | 香港     |        |          | 車廠工人 |                      |
| 翟兆麟 | 香港     |        |          | 車廠工人 |                      |
| 林遠迎 | 香港     |        |          | 車廠工人 |                      |
| 鄧永健 | 香港     |        |          | 車廠工人 |                      |
|        | 香港     |        | 華喆職員 | |                      |
| 張雪芹 | 香港     |        |          | |                      |
| 張國洪 | 香港     |        |          | |                      |
| 艾 威  | 香港     |        | 姚 勇    | 華喆車廠廠長 於第57集被危永標聘請為車廠廠長 |                      |
| 郭 峰  | 香港     |        | 宋學禮   | 華喆汽車公司獨立執行董事 于第55集險被危永標唆擺罷免華文翰主席之職 |                      |
| 李 楓  | 香港     |        | 葉 方    | 華喆汽車公司獨立執行董事 于第55集險被危永標唆擺罷免華文翰主席之職 |                      |
| 羅君左 | 香港     |        | 梁先生   | 華喆汽車公司獨立執行董事 于第55集險被危永標唆擺罷免華文翰主席之職 |                      |
| 廖京生 | 中國大陸 | 張炳強 | 華文鴻   | 長路福川車廠前廠長→華喆汽車老闆之一兼華喆車廠前廠長→鴻碩4S汽車銷售店老闆之一 于第54集辭職，後于第60集返回華喆 青年由陳堃飾演 参见華家                                                                                               | 48至61歲             |
| 馮紹峰 | 中國大陸 | 蘇強文 | 華振民   | 長路福川車廠銷售經理→華喆車廠銷售經理→鴻碩4S汽車銷售店老闆之一→華喆汽車之副主席 于第54集辭職，後于第60集返回華喆及接任華喆汽車之副主席 参见華家                                                                                     | 24至37歲             |
| 董志華 | 中國大陸 | 林保全 | 李大山   | 李倩茜之父 長路福川汽車廠員工→華喆汽車廠員工 |                      |
| 康 晶  | 中國大陸 | 雷碧娜 | 馬雪娟   | 李倩茜之母 長路福川汽車廠員工→華喆汽車廠員工 |                      |
| 趙 柯  | 中國大陸 | 曾秀清 | 李倩茜   | 長路福川汽車廠員工→華喆汽車廠員工 李大山、馬雪娟之女 華振民之前女友 姜海之同學，後為妻子 | 22-35歲              |
| 崔可法 | 中國大陸 | 譚炳文 | 田豐收   | 長路福川汽車廠前廠長 水雲霞之夫 華振民之外公 華文鴻之岳父 |                      |
| 徐秀琳 | 中國大陸 | 蔡惠萍 | 水雲霞   | 田豐收之妻 華振民之外婆 華文鴻之岳母 |                      |
| 曹 俊  | 中國大陸 | 李錦綸 | 劉春波   | 長路福川汽車廠員工→華喆汽車廠員工 華振民好友 |                      |

### 國威鋼鐵集團
| 演員   | 來自 | 配音員 | 角色   | 關係/暱稱 | 1994至2007年內之年齡 |
| 劉 江  | 香港 | 孙燕超 | 汪政國 | 汪爺 國威鋼鐵集團主席 参见汪家 | 65歲                 |
| 劉松仁 | 香港 | 杜燕歌 | 華文翰 | 國威鋼鐵集團副主席兼行政總監→華翔鋼材貿易公司老闆→華喆汽車老闆之一兼主席 青年由麥子樂飾演 参见華家                                                                          | 52至65歲             |
| 苗僑偉 | 香港 | 譚王鴻 | 華文碩 | Michael 國威鋼鐵集團市場部經理兼主席→加拿大餐館老闆→無限科研公司主席→華喆汽車老闆之一→鴻碩4S汽車銷售店老闆之一 童年由石云鹏飾演 参见華家                                    | 42至55歲             |
| 林 峯  | 香港 | 張 藝  | 華振邦 | 國威鋼鐵集團物業部經理→長路福川車廠前副廠長→華喆汽車職員→華喆汽車公司中東市場話事人→華喆汽車公司「遠景」開發部話事人→華喆汽車之主席 於第12集間接令國威鋼鐵集團清盤 参见華家 | 27至40歲             |
| 宣 萱  | 香港 | 蘇柏麗 | 華清瑜 | Carmen 國威鋼鐵集團會計經理→華翔鋼材貿易公司職員→華喆汽車設計師 参见華家 | 30至43歲             |
| 陳國邦 | 香港 | 許秉珩 | 汪紹良 | 國威鋼鐵集團股東→無限科研公司副主席 於第4集因與何堅勾結收扣回佣而被華文翰開除 参见汪家                                                                                      | 34至47歲             |
| 馬德鐘 | 香港 | 黎泓和 | 危永標 | 國威鋼鐵職員→華翔鋼材貿易公司職員→天狼國際旗下投資公司職員→長路希登之行政總裁→華喆汽車職員→華喆汽車之主席 華文翰之助手 参见危家                                             | 30-43歲              |
| 胡杏兒 | 香港 | 周 瑩  | 方秉怡 | 國威鋼鐵物業部職員→長路福川車廠職員→威馬電器職員→華喆汽車職員 華振邦之秘書 参见方家                                                                                         | 24至37歲             |
| 蔡子健 | 香港 | 許秉珩 | 吳志明 | 吳明（唔明） 國威鋼鐵職員→長路福川車廠職員→華喆汽車職員 華振邦之助手 参见華喆汽車公司及長路福川車廠                                                                         |                      |
| 駱應鈞 | 香港 | 黄法勤 | 陳俊昌 | 國威鋼鐵廠員工→華喆汽車職員 参见華喆汽車公司及長路福川車廠 |                      |

### 加國及相關人物
| 演員   | 來自 | 配音員 | 角色         | 關係/暱稱                      | 1994至2007年內之年齡 |
| 高俊文 | 香港 |        | 加國律師     |                                |                      |
| 李岡龍 | 香港 |        | 加國律師     |                                |                      |
| 林祐飛 | 香港 |        | 加國探員     |                                |                      |
| 楊瑞麟 | 香港 |        | 加國心理醫生 |                                |                      |
| 李揚道 | 香港 |        | 阮耀威       | 加國通緝犯 華文翰懸紅100萬找他 |                      |
| 陳安瑩 | 香港 |        | 阮 妻        | 阮耀威太太                     |                      |

### 天狼國際公司及長路希登車廠
| 演員   | 來自 | 配音員 | 角色   | 關係/暱稱                                                                                            | 1994至2007年內之年齡 |
| 伍衛國 | 香港 | 蔡濟生 | 危天行 | 天狼國際公司主席 参见危家                                                                            | 44-55歲（2005年）    |
| 馬德鐘 | 香港 | 黎泓和 | 危永標 | 前天狼國際旗下投資公司職員，後于第30集成為長路希登之行政總裁 于第37集卸任長路希登之行政總裁 参见危家 | 30-43歲              |
| 佘詩曼 | 香港 | 周 筠  | 榮秀風 | 天狼國際公司職員 前樂安居地產代理、前床上用品店售貨員及推廣員 危天行之徒弟 参见榮家                  | 26至39歲             |
| 鄧萃雯 | 香港 | 潘 寧  | 汪紹芬 | Fanny 前天狼國際公司職員，後為恆生銀行貸款部經理 参见華家                                            | 38至51歲             |
| 簡慕華 | 香港 |        | Connie | 天狼國際公司之職員 危天行之秘書                                                                      |                      |
| 鄭健樂 | 香港 |        | 駱 奇  | Rocky 天狼國際公司之職員 危天行之得力助手                                                            |                      |

### 恆生銀行
| 演員   | 來自 | 配音員        | 角色   | 關係/暱稱                                                                           | 1994至2007年內之年齡 |
| 鄧梓峰 | 香港 | 譚王鴻 許秉珩 | 李啟發 | 恆生銀行之職員 於第54集轉到恆生銀行北京分行工作                                     |                      |
| 湯盈盈 | 香港 | 周 瑩         | 芝 芝  | Gigi 恆生銀行之職員 華文碩之情妇，後為好友 汪紹芬之情敌，後為上司，最後和好成為好友 | 36至49歲             |
| 鄧萃雯 | 香港 | 潘 寧         | 汪紹芬 | Fanny 恆生銀行貸款部經理 前天狼國際公司職員 芝芝之下屬 参见華家                     | 38至51歲             |
| 李成昌 | 香港 |               |        | 銀行大堂經理                                                                        |                      |
| 杜 港  | 香港 |               |        | 銀行職員                                                                            |                      |
| 黎銘諾 | 香港 |               |        | 銀行職員                                                                            |                      |
| 葉凱茵 | 香港 |               |        | 銀行職員                                                                            |                      |
| 蔡考藍 | 香港 |               |        | 銀行職員                                                                            |                      |
| 周家怡 | 香港 |               |        | 銀行職員                                                                            |                      |

### 雅芳婷床上用品店
| 演員   | 來自 | 配音員 | 角色   | 關係/暱稱                                                       | 1994至2007年內之年齡 |
| 蘇恩磁 | 香港 |        | 張茵薇 | 雅芳婷床上用品店經理                                            |                      |
| 羅浩楷 | 香港 |        | 高小鳳 | 小鳳姐 雅芳婷床上用品店店長                                     |                      |
| 佘詩曼 | 香港 | 周 筠  | 榮秀風 | 前雅芳婷床上用品店售貨員及推廣員，後為天狼國際公司職員 参见榮家 | 26至39歲             |
| 潘冠霖 | 香港 |        |        | 店 員 職 員                                                     |                      |

### 威馬電器
| 演員   | 來自 | 配音員 | 角色   | 關係/暱稱                                         | 1994至2007年內之年齡 |
| 梁健平 | 香港 |        | 馬經理 |                                                   |                      |
| 李國麟 | 香港 |        | 方耀忠 | 威馬電器職員                                      |                      |
| 胡杏兒 | 香港 | 周 瑩  | 方秉怡 | Yuki、Yiki、阿怡 前威馬電器職員，後為華喆汽車職員 | 24至37歲             |
| 夏竹欣 | 香港 |        | 怡同事 |                                                   |                      |
| 張國威 | 香港 |        | 怡同事 |                                                   |                      |
| 傅劍虹 | 香港 |        | 怡同事 |                                                   |                      |
| 伍濼文 | 香港 |        | 怡同事 |                                                   |                      |

### 其他演員
| 演員       | 來自 | 配音員 | 角色                             | 關係/暱稱 | 1994至2007年內之年齡    |
| 王敏德     | 香港 | 黄法勤 | 韋 倫                            | Will 汽車設計師 寶慧之前夫 華清瑜之前男友 危永標之情敵                                                       | 32至43歲（1996-2007年） |
| 錢嘉樂     | 香港 |        | 陳嘉樂                           | 危介強之師父                                                                                                 |                         |
| 曹 眾      | 香港 |        | 曹 紅                            | 曹小姐 華文鴻之好友 於第42集為華喆開拓中東市場 於第43集為阻礙危天行打挎華喆而收購零部件廠 於第57集重遇華文鴻 |                         |
| 李亞男     | 香港 |        | 寶 慧                            | 韋倫之前妻 華清瑜之前情敵                                                                                    |                         |
| 江 漢      | 香港 |        | 董 事                            | |                         |
| Joe Junior | 香港 |        | 董 事 賓 客                      | |                         |
| 郭德信     | 香港 |        | 董 事 翰朋友                     | |                         |
| 鄺佐輝     | 香港 |        | 董 事 賓 客 翰朋友               | |                         |
| 朱維德     | 香港 |        | 董 事 翰朋友                     | |                         |
| 魯文傑     | 香港 |        | 國威職員 賓 客 華喆職員          | |                         |
| 張智軒     | 香港 |        | 國威職員 賓 客 華喆職員          | |                         |
| 胡麒豐     | 香港 |        | 國威職員 賓 客 華喆職員          | |                         |
| 周寶霖     | 香港 |        | 國威職員 賓 客 華喆職員          | |                         |
| 賀文傑     | 香港 |        | 國威職員 賓 客 華喆職員          | |                         |
| 岑寶兒     | 香港 |        | 國威職員 賓 客                   | |                         |
| 邵傳勇     | 香港 |        | 何 堅                            | 於第4集為得悉國威鋼鐵之投標價而與汪紹良勾結                                                                  |                         |
|            | 香港 |        | 黃 祥                            | 危令泰之好友 危介強之養父                                                                                    |                         |
| 張松枝     | 香港 |        | 林 量                            | |                         |
| 戴志偉     | 香港 |        | 蔣宏滔                           | 豐力集團主席                                                                                                 |                         |
| 鍾禧文     | 香港 |        | 應徵員                           | |                         |
| 趙樂賢     | 香港 |        | 職 員 車 迷 保安員               | |                         |
| 高可為     | 香港 |        | 車廠工人                         | |                         |
| 邵卓堯     | 香港 |        | 失業者 張先生                    | |                         |
| 張笑千     | 香港 |        | 標助理 車 迷                     | |                         |
| 彭冠中     | 香港 |        | 總工程師 流 氓 馬會職員          | |                         |
| 招石文     | 香港 |        | 碩朋友 管理員                    | |                         |
| 何俊軒     | 香港 |        | 客 人 股票經紀                   | |                         |
| 宋紫盈     | 香港 |        | 車廠工人                         | |                         |
| 鄭家生     | 香港 |        | 車房工人                         | |                         |
| 寧 進      | 香港 |        | 車房工人 強朋友                  | |                         |
| 黃樂兒     | 香港 |        | 車廠工人 標秘書                  | |                         |
| 馮慧敏     | 香港 |        | 張主任                           | |                         |
| 曾健明     | 香港 |        | 黃 生 廠 家                      | |                         |
| 夏 萍      | 香港 |        | 三姨婆                           | 華家三姨婆                                                                                                   |                         |
| 梁珈詠     | 香港 |        | 女拳手 車 迷 茜同學              | |                         |
| 雷 恩      | 香港 |        | 女拳手 翻 譯                     | |                         |
| 岑潔儀     | 香港 |        | 女拳手 記 者                     | |                         |
| 張漢斌     | 香港 |        | 律 師 風律師                     | |                         |
| 謝珊珊     | 香港 |        | 美 女                            | |                         |
| 張美妮     | 香港 |        | 江 敏                            | 雜誌攝影總編輯                                                                                               |                         |
| 鄭嘉雯     | 香港 |        | 模特兒                           | |                         |
| 裘卓能     | 香港 |        | 車 迷 記 者 物理治療師           | |                         |
| 孫慧雪     | 香港 |        | 車 迷 記 者 婚紗店職員           | |                         |
| 戴耀明     | 香港 |        | 車 迷                            | |                         |
| 杜 港      | 香港 |        | 車 迷                            | |                         |
| 鍾 煌      | 香港 |        | 車 迷                            | |                         |
| 楊證樺     | 香港 |        | 騙徒甲 債 主 村 民               | |                         |
| 甘子正     | 香港 |        | 騙徒乙                           | |                         |
| 趙永洪     | 香港 |        | 大排檔伙計                       | |                         |
| 湯展維     | 香港 |        | 侍 應 研究員                     | |                         |
| 劉深宜     | 香港 |        | 標同學 拍賣官                    | |                         |
| 古天祥     | 香港 |        | Billy                            | |                         |
| 嘉 駿      | 香港 |        | 樂 師                            | |                         |
| 卓 躒      | 香港 |        | 樂 師 醫 生                      | |                         |
| 鄭世豪     | 香港 |        | 樂 師                            | |                         |
| 柯 嵐      | 香港 |        | 記 者                            | |                         |
| 李啟傑     | 香港 |        | 職 員 醫 生                      | |                         |
| 劉天龍     | 香港 |        | 職 員 記 者                      | |                         |
| 蘇麗明     | 香港 |        | 財經報導員 北京醫院護士          | |                         |
| 黃卓慧     | 香港 |        | 財經報導員 記 者 財經記者 報導員 | |                         |
| 曾琬莎     | 香港 |        | 碩秘書                           | |                         |
| 杜大偉     | 香港 |        | 醫 生 研究員                     | |                         |
| 蔡康年     | 香港 |        |                                  | 地產代理 |                         |
| 張莉莉     | 香港 |        | 主 持                            | |                         |
| 羅天池     | 香港 |        | 參賽者 醫 生                     | |                         |
| 曾梓明     | 香港 |        | 參賽者                           | |                         |
| 何慶輝     | 香港 |        | 參賽者 賓 客                     | |                         |
| 楊英偉     | 香港 |        | 彼 德                            | 韋倫好朋友                                                                                                   |                         |
| 沈可欣     | 香港 |        | 記 者 北京醫院護士               | |                         |
| 李思雅     | 香港 |        | 記 者                            | |                         |
| 楊 紫      | 香港 |        | 記 者                            | |                         |
| 蘇晉霆     | 香港 |        | 記 者                            | |                         |
| 曾愛媚     | 香港 |        | 記 者                            | |                         |
| 徐玟晴     | 香港 |        | 記 者                            | |                         |
| 阮 兒      | 香港 |        | 記 者                            | |                         |
| 劉桂芳     | 香港 |        | 劉 太                            | |                         |
| 郭 淨      | 香港 |        | 搞笑賽車手                       | |                         |
| 梁烈唯     | 香港 |        | 私家偵探                         | 榮秀風之私家偵探                                                                                             |                         |
| 楊鴻俊     | 香港 |        | 麥 聰                            | 設計師 |                         |
| 王維德     | 香港 |        | 李教授                           | 香港理工大學設計學院教授                                                                                     |                         |
| 陳宙希     | 香港 |        | 設計系學生 設計師                | 香港理工大學設計學院學生                                                                                     |                         |
| 江梓瑋     | 香港 |        | 設計系學生 設計師                | 香港理工大學設計學院學生                                                                                     |                         |
| 余天欣     | 香港 |        | 設計系學生 設計師                | 香港理工大學設計學院學生                                                                                     |                         |
| 卓 姿      | 香港 |        | 設計系學生 設計師                | 香港理工大學設計學院學生                                                                                     |                         |
| 鍾建文     | 香港 |        | 醫 生                            | |                         |
| 陳念君     | 香港 |        | 婦科醫生                         | |                         |
| 黃淑怡     | 香港 |        | 怡朋友                           | |                         |
| 黃俊紳     | 香港 |        | 賓 客                            | |                         |
| 徐 榮      | 香港 |        | 樂 師                            | |                         |
| 黃梓瑋     | 香港 |        | 北京醫院護士                     | |                         |
| 霍建邦     | 香港 |        | 北京醫院醫生                     | |                         |
| 趙敏通     | 香港 |        | 游 星                            | 車廠工人 於第52集被危永標唆擺改裝危介強駕駛之賽車                                                            |                         |
| 黃文標     | 香港 |        | 孔大軍                           | 車廠工人 於第52集被危永標唆擺改裝危介強駕駛之賽車                                                            |                         |
| 梁珈穎     | 香港 |        | 售貨員                           | |                         |
| 溫裕紅     | 香港 |        | 客 人                            | |                         |
| 祝文君     | 香港 |        | 客 人                            | |                         |
| 曾慧雲     | 香港 |        | 客 人 車廠專家 研究員            | |                         |
| 夏竹欣     | 香港 |        | 護 士 怡同事                     | |                         |
| 郭卓樺     | 香港 |        | 米 高                            | |                         |
| 黃子衡     | 香港 |        | 債 主 怡同事 村 民               | |                         |
| 李子奇     | 香港 |        |                                  | 福川代表 |                         |
| 魏惠文     | 香港 |        | 講 師 標律師                     | |                         |
|            | 香港 | 村 民  |                                  | |                         |
| 游 飈      | 香港 |        | 酒 客                            | |                         |
| 李海生     | 香港 |        | 廠 家                            | |                         |
| 陳狄克     | 香港 |        | 廠 家                            | |                         |
| 陳勉良     | 香港 |        | 廠 家                            | |                         |
| 李岡龍     | 香港 |        | 趙常貴                           | |                         |
| 古明華     | 香港 |        | 盧 漢                            | |                         |
| 王少萍     | 香港 |        | 婚紗店職員                       | |                         |
| 何偉業     | 香港 |        | 醫 生 急症室醫生                 | |                         |
| 伍文生     | 香港 |        | 翻 譯                            | |                         |
| 曾守明     | 香港 |        | 法 官                            | |                         |
| 王基信     | 香港 |        | 筆跡專家                         | |                         |
| 沈穎婷     | 香港 |        | 私房菜老闆女                     | |                         |
| 鍾志光     | 香港 |        | 翰醫生                           | 華文翰主診醫生                                                                                               |                         |
| 李家鼎     | 香港 |        | 騎術教練                         | |                         |
| 黃長發     | 香港 |        | 速遞員                           | |                         |
| 日 伽      | 香港 |        | 秘 書                            | |                         |
| 河國榮     | 香港 |        | 專家組長                         | |                         |
| 盧永匡     | 香港 |        | 研究員                           | |                         |
| 陳建文     | 香港 |        | 研究員                           | |                         |
| 黃淑君     | 香港 |        | 研究員                           | |                         |
| 傅劍虹     | 香港 |        | 研究員                           | |                         |
| 李穎芝     | 香港 |        | 護 士                            | |                         |

## 制片人员
- 艺术总监：梁家树
- 故事：欧冠英
- 制片人：潘嘉德
- 责任编审：阮家栋、朱丹华
- 编导：蔡晶盛、文伟鸿 等
- 编审：叶世康、蔡淑贤、刘彩云、朱镜祺
- 监制：程春丽、杨瑞、张林林
- 统筹：任鲁芝、伍咏诗 等
- 出品人：马润生、陈志云
- 总监制：李建、陈志云
- 联合出品、总发行：中国国际电视总公司、中国广播电影电视节目交易中心、电视广播(国际)有限公司
- 联合摄制：中国国际电视总公司、中国广播电影电视节目交易中心、电视广播有限公司

## 製作特輯
此劇的製作特輯名為《歲月是怎樣煉成的》，於2007年7月16日（星期一）19:30-19:55在翡翠台播出，內容主要介紹此劇的拍攝製作過程和花絮。

## 贊助商
贊助商包括：吉利汽車、恒生銀行、六福珠寶、威馬電器、三星電子、中山芬娜、香港賽馬會、雅芳婷、潔柔紙巾、LZ生活經艷、比華利山別墅。

## 報導連結
- 明報 - 六生六旦撐長劇《風雲歲月》　無綫首次與中央台合作 （页面存档备份，存于）
- 《歲月風雲》講述吉利的故事
- 《岁月风云》香港开播刮起收视风云　主演冯绍峰沪上揭开TVB赚钱秘诀

## 外部連結
- 《歲月風雲》線上看 encoreTVB （页面存档备份，存于）

## 獎項
| 年度 | 頒獎典禮                  | 獎項                     | 入圍者               | 結果 |
| ---- | ------------------------- | ------------------------ | -------------------- | ---- |
| 2007 | 騰訊網星光大典頒獎禮2007  | 年度最受欢迎电视剧男演员 | 林峯                 | 獲獎 |
| 2007 | 騰訊網星光大典頒獎禮2007  | 年度最受欢迎电视剧女演员 | 佘詩曼               | 獲獎 |
| 2007 | 萬千星輝頒獎典禮2007      | 最佳劇集                 | 最佳劇集             | 提名 |
| 2007 | 萬千星輝頒獎典禮2007      | 最佳男主角               | 劉松仁               | 五強 |
| 2007 | 萬千星輝頒獎典禮2007      | 最佳男主角               | 苗僑偉               | 提名 |
| 2007 | 萬千星輝頒獎典禮2007      | 最佳男主角               | 林峯                 | 五強 |
| 2007 | 萬千星輝頒獎典禮2007      | 我最喜愛的電視男角色     | 劉松仁               | 提名 |
| 2007 | 萬千星輝頒獎典禮2007      | 我最喜愛的電視男角色     | 苗僑偉               | 提名 |
| 2007 | 萬千星輝頒獎典禮2007      | 我最喜愛的電視男角色     | 伍衛國               | 提名 |
| 2007 | 萬千星輝頒獎典禮2007      | 我最喜愛的電視男角色     | 馬德鐘               | 提名 |
| 2007 | 萬千星輝頒獎典禮2007      | 最佳男配角               | 伍衛國               | 五強 |
| 2007 | 萬千星輝頒獎典禮2007      | 最佳女配角               | 黃淑儀               | 五強 |
| 2007 | 萬千星輝頒獎典禮2007      | 最佳女配角               | 梁靖琪               | 提名 |
| 2007 | 萬千星輝頒獎典禮2007      | 飛躍進步女藝員           | 梁靖琪               | 五強 |
| 2007 | 萬千星輝頒獎典禮2007      | 內地觀眾最喜愛TVB男藝人  | 劉松仁               | 提名 |
| 2007 | 萬千星輝頒獎典禮2007      | 內地觀眾最喜愛TVB男藝人  | 苗僑偉               | 提名 |
| 2007 | 萬千星輝頒獎典禮2007      | 內地觀眾最喜愛TVB男藝人  | 林峯                 | 獲獎 |
| 2007 | 萬千星輝頒獎典禮2007      | 內地觀眾最喜愛TVB男藝人  | 馬德鐘               | 提名 |
| 2007 | 萬千星輝頒獎典禮2007      | 內地觀眾最喜愛TVB男藝人  | 吳卓羲               | 五強 |
| 2007 | 萬千星輝頒獎典禮2007      | 內地觀眾最喜愛TVB女藝人  | 佘詩曼               | 五強 |
| 2007 | 萬千星輝頒獎典禮2007      | 內地觀眾最喜愛TVB女藝人  | 宣萱                 | 五強 |
| 2007 | 萬千星輝頒獎典禮2007      | 內地觀眾最喜愛TVB女藝人  | 胡杏兒               | 提名 |
| 2007 | 萬千星輝頒獎典禮2007      | 內地觀眾最喜愛TVB女藝人  | 鄧萃雯               | 提名 |
| 2007 | 萬千星輝頒獎典禮2007      | 最佳宣傳片               | 最佳宣傳片           | 獲獎 |
| 2008 | Astro華麗台電視劇大獎2008 | 我的至愛戲勢最強大獎     | 我的至愛戲勢最強大獎 | 提名 |
| 2008 | Astro華麗台電視劇大獎2008 | 我的至愛男主角           | 劉松仁               | 五強 |
| 2008 | Astro華麗台電視劇大獎2008 | 我的至愛男主角           | 林峯                 | 五強 |
| 2008 | Astro華麗台電視劇大獎2008 | 我的至愛女主角           | 佘詩曼               | 五強 |
| 2008 | Astro華麗台電視劇大獎2008 | 我的至愛角色             | 劉松仁               | 提名 |
| 2008 | Astro華麗台電視劇大獎2008 | 我的至愛角色             | 佘詩曼               | 獲獎 |
| 2008 | Astro華麗台電視劇大獎2008 | 我的至愛角色             | 林峯                 | 獲獎 |
| 2008 | Astro華麗台電視劇大獎2008 | 我的至愛情侶檔           | 林峯、佘詩曼         | 提名 |
| 2008 | Astro華麗台電視劇大獎2008 | 我最難忘的一吻           | 林峯、佘詩曼         | 獲獎 |
| 2008 | Astro華麗台電視劇大獎2008 | 我最難忘的大反派         | 伍衛國               | 提名 |
| 2008 | Astro華麗台電視劇大獎2008 | 我的至愛主題曲           | 李克勤、小剛         | 提名 |
| 2008 | 壹電視大獎2008            | 十大電視節目             | 十大電視節目         | 獲獎 |
| 2008 | 壹電視大獎2008            | 十大電視藝人             | 佘詩曼               | 獲獎 |
| 2008 | 壹電視大獎2008            | 十大電視藝人             | 林峯                 | 獲獎 |
| 2008 | 壹電視大獎2008            | 十大電視藝人             | 胡杏兒               | 獲獎 |

## 收視

### 香港收视
以下為本劇於香港無綫電視翡翠台每週之收視紀錄：
| 週次 | 集數  | 日期                  | 平均收視 | 最高收視 | 百分比 |
| 1    | 01-05 | 2007年7月16日—7月20日 | 31點     | 35點     | 95%    |
| 2    | 06-10 | 2007年7月23日-7月27日 | 29點     | 32點     |        |
| 3    | 11-15 | 2007年7月30日-8月3日  | 30點     | 35點     |        |
| 4    | 16-20 | 2007年8月6日-8月10日  | 30點     | 33點     |        |
| 5    | 21-25 | 2007年8月13日-8月17日 | 30點     | 33點     |        |
| 6    | 26-30 | 2007年8月20日-8月24日 | 31點     | 34點     |        |
| 7    | 31-35 | 2007年8月27日-8月31日 | 31點     | 33點     |        |
| 8    | 36-40 | 2007年9月3日-9月7日   | 33點     | 36點     |        |
| 9    | 41-45 | 2007年9月10日-9月14日 | 32點     | 37點     |        |
| 10   | 46-50 | 2007年9月17日-9月21日 | 29點     | 33點     |        |
| 11   | 51-55 | 2007年9月24日-9月28日 | 30點     | 35點     |        |
| 12   | 56-60 | 2007年10月1日-10月5日 | 33點     | 39點     |        |

全集平均收視30點。

### 广州收视
| 週次 | 集數  | 日期                  | CSM省网 | 单集最高 | CSM市网 | 单集最高 | 双网合计 | 分月统计                   |
| 1    | 01-05 | 2007年7月16日—7月20日 | 8.87    | 9.45     | 8.72    | 9.69     | 17.59    | 2007年7月（1-12集）16.92   |
| 2    | 06-10 | 2007年7月23日-7月27日 | 8.58    | 9.62     | 7.93    | 9.79     | 16.51    | 2007年7月（1-12集）16.92   |
| 3    | 11-15 | 2007年7月30日-8月3日  | 9.45    | 10.78    | 6.96    | 8.12     | 16.41    | 2007年7月（1-12集）16.92   |
| 4    | 16-20 | 2007年8月6日-8月10日  | 9.92    | 10.31    | 8.69    | 10.31    | 18.61    | 2007年8月（13-35集）18.91  |
| 5    | 21-25 | 2007年8月13日-8月17日 | 11.31   | 11.95    | 9.08    | 9.95     | 20.39    | 2007年8月（13-35集）18.91  |
| 6    | 26-30 | 2007年8月20日-8月24日 | 9.53    | 11.04    | 9.35    | 10.71    | 18.88    | 2007年8月（13-35集）18.91  |
| 7    | 31-35 | 2007年8月27日-8月31日 | 9.29    | 10.31    | 10.11   | 10.69    | 19.40    | 2007年8月（13-35集）18.91  |
| 8    | 36-40 | 2007年9月3日-9月7日   | 9.77    | 10.32    | 8.43    | 9.34     | 18.20    | 2007年9月（40-55集）17.74  |
| 9    | 41-45 | 2007年9月10日-9月14日 | 8.92    | 9.74     | 7.83    | 9.56     | 16.75    | 2007年9月（40-55集）17.74  |
| 10   | 46-50 | 2007年9月17日-9月21日 | 9.09    | 9.73     | 7.93    | 9.44     | 17.02    | 2007年9月（40-55集）17.74  |
| 11   | 50-55 | 2007年9月24日-9月28日 | 9.96    | 10.83    | 9.02    | 10.54    | 18.98    | 2007年9月（40-55集）17.74  |
| 12   | 56-60 | 2007年10月1日-10月5日 | 10.24   | 11.07    | 9.17    | 10.57    | 19.41    | 2007年10月（56-60集）19.41 |

## 記事
- 2006年9月29日：此劇在尖沙咀香格里拉酒店舉行記者會，由電視廣播有限公司電視廣播業務總經理陳志雲及中央電視台代表馬潤生主持簽約儀式。
- 2006年10月5日：此劇於16:00在將軍澳電視廣播城十一廠舉行開鏡拜神儀式。
- 2007年3月18日：歌手李克勤與著名指揮家葉詠詩率領的香港小交響樂團於14:30在將軍澳電視廣播城二廠內為本劇的主題曲錄音及拍攝MV。
- 2007年6月18日：此劇主題曲的特別版MV於20:30在無綫電視翡翠台首播。
- 2007年7月16日：此劇的製作特輯《歲月是怎樣煉成的》於19:35在無綫電視翡翠台播映。

## 迴響
《歲月風雲》劇中以當時劇情時間為背景的情節，卻被觀眾發現了不少不應該出現的景物，例如﹕（按時序排列）
1. 病理科的英文Pathology
2. 「紅頂」的紅色小巴（1995年後）
3. 香港 H字頭的汽車牌號（1996年後）
4. 1997年6月30日晚沒有下雨
5. 中環中心（1998年後）
6. 新巴（1998年9月1日後）
7. Windows XP（2001年後）
8. 最新的BMW 7系列（E65型號，2002年後）
9. 興建中的國際金融中心商場（2002年-2003年）
10. 容祖兒纖體廣告（2003年）
11. 用來摺紙花的一百元新鈔票（2003年）
12. Toyota Harrier／Lexus RX350（2004年後）
13. 長安福特福克斯（Focus）賽車（劇中登場的為Mk-II型，2004年後）
14. 港島路段的指示牌（多久便會從各隧道到達九龍）（2004年後）
15. 克萊斯勒（chyrsler）300型 房車（2005年後）
16. 陳冠希相機旺角街頭廣告（2006年）
17. 有街道號數的路牌（2005年）
18. 廣州本田雅閣（ACCORD）CM系列後期型房車（2006年後）
19. SmarTone-Vodafone廣告（2006年後）
20. 雅芳婷女兒紅婚慶系列（2006年後）
21. NBA Live 2007遊戲（2006年後）
22. 恆生銀行近期推出的廣告（2007年）
23. 恆生銀行的公司形象轉為青綠色（2007年）
24. 本田CR-V SE（2007年）
25. 遠景在故事中尚未開發成功時，已經出現在"鴻碩銷售店"
26. 富豪B9TL巴士（2007年）

對以上批評也有網民認為這是過份挑剔。
除了網路上對此劇有所迴響，其他的傳媒對此劇也有迴響。《晨光第一線》的主持於2007年8月2日播放的一集中對以上批評出作相反意見，盛讚此劇的資料搜集做得相當好，猶見於主角手持的通訊設備，例如：飾演華振邦一角的林峯於第十三集內手持的手提電話正是愛立信337號，是一個當年出產的型號之一。而在1997年前港人普遍是用傳呼機作通訊工具的。

## 小資料
- 中央電視台把本劇的英文劇名定為（傳奇時代）。
- 本劇在超過14個地區播映：中国大陆、台湾、日本、澳洲、新加坡、柬埔寨、美國、加拿大、南美洲、欧洲等。
- 本劇製作費6000萬元。
- 本劇在香港、寧波、北京及加拿大拍攝。
- 本劇在2006年10月初至2007年5月進行拍攝，合共8個月。
- 本劇為無綫電視首部以高清技術拍攝的劇集，但由於首播時無綫電視並未進行數碼廣播，當時首播是以標清4:3畫面播出。直至2012年重播時，才改為高清16:9畫面。
- 本劇的主題曲原名為《天這樣藍》，後改為《歲月風雲》；邀得顧嘉煇復出作曲。
- 本劇的主題曲及收錄在李克勤於2007年7月推出的專輯中。
- 本劇的主題曲及片尾曲均由葉詠詩指揮，香港小交響樂團演奏。
- 本劇的片尾曲《三套車》是俄羅斯民謠，由伍卓賢重新編曲；李克勤曾將之改編為粵語歌《希望》。
- 本劇的汽車廠以浙江吉利汽車廠為藍本。
- 本劇沿用飛揚航空（Solar Airways）作為劇中航空公司用名，此航空公司名稱曾在多套無綫電視劇中採用。然而，飛揚航空是《衝上雲霄》劇中的一間航空公司。
- 另外，劇中由華振邦計劃開設之酒店名稱沿用在《酒店風雲》使用過的「皇廷酒店」。
- 本劇的同名電視小說書由內地的上海文藝出版社出版，並原定於7月出版，將會順延至10月1日出版。並於10月起在《北京青年報》、《羊城晚報》、《深圳特區報》、《大眾日報》、《錢江晚報》、《遼寧日報》、《廣州日報》、《华西都市报》、《燕赵都市报》、《解放日报》、《新华日报》、《重庆晚报》等內地報章上連載。
- 湖南衛視播出此劇所用的插曲是由鄭源所唱的《一萬個理由》。
- 本劇是加拿大的新時代電視（未有新時代2高清台之前）首套與無綫電視同步播映的電視劇[註 1]。
- 本劇首次與大马版Astro On Demand 剧集首映首播。
- 本劇首次与大马版Astro华丽台首播。

## 相關研究文獻
- 周潞鷺、董若《〈歲月風雲〉（2007）與「主旋律劇」》（收錄於《日出照舊：香港電視劇與陸港關係》，商務印書館，2024，ISBN：978-962-07-4703-8）

## 外部連結
- 中國中央電視台官方網頁-歲月風雲 （页面存档备份，存于）
- 無綫電視官方網頁-歲月風雲
- 騰訊網官方網頁-歲月風雲 （页面存档备份，存于）
- 吉利汽車控股有限公司 （页面存档备份，存于）
- 浙江吉利控股集团有限公司 （页面存档备份，存于）
- 上海华普汽车有限公司
- 北京吉利大學
- 《歲月風雲》 GOTV 第1集重溫

## 電視節目的變遷
| 同事三分親 -2008年8月7日   |                                                   |                                                   |                                                   |                                                   |                                                   |                            |
| 強劍 -8月3日               | 強劍 -8月3日                                      | 爸爸閉翳 8月6日-9月7日                            | 爸爸閉翳 8月6日-9月7日                            | 舞動全城 9月10日-10月5日                          | 舞動全城 9月10日-10月5日                          | 奸人堅 10月8日-            |
| 上一套： 學警出更 -7月13日 | 翡翠台第三綫劇集（2007） 歲月風雲 7月16日-10月5日 | 翡翠台第三綫劇集（2007） 歲月風雲 7月16日-10月5日 | 翡翠台第三綫劇集（2007） 歲月風雲 7月16日-10月5日 | 翡翠台第三綫劇集（2007） 歲月風雲 7月16日-10月5日 | 翡翠台第三綫劇集（2007） 歲月風雲 7月16日-10月5日 | 下一套： 通天幹探 10月8日- |

| 马来西亚 Astro On Demand剧集首映 星期一至五 21:30-22:30 | 马来西亚 Astro On Demand剧集首映 星期一至五 21:30-22:30 | 马来西亚 Astro On Demand剧集首映 星期一至五 21:30-22:30 |
| ------------------------------------------------------- | ------------------------------------------------------- | ------------------------------------------------------- |
|                                                         | 歲月風雲 （2007年7月16日－2007年10月5日）               |                                                         |
| 频道开播                                                | 通天幹探 （2007年10月8日－2007年11月24日）              |                                                         |

| 翡翠台凌晨劇集時段 星期二至六 00:15-01:20 | 翡翠台凌晨劇集時段 星期二至六 00:15-01:20 | 翡翠台凌晨劇集時段 星期二至六 00:15-01:20 |
| ----------------------------------------- | ----------------------------------------- | ----------------------------------------- |
|                                           | 歲月風雲 （2012.04.06 - 2012.06.29）      |                                           |
| 學警狙擊 （2012.02.24 - 2012.04.05）      | 怒火街頭 （2012.07.04 - 2012.07.28）      |                                           |

| 無綫經典台 星期一至五 14:05-15:45 | 無綫經典台 星期一至五 14:05-15:45    | 無綫經典台 星期一至五 14:05-15:45 |
| --------------------------------- | ------------------------------------ | --------------------------------- |
|                                   | 歲月風雲 （2012.12.03 - 2013.01.11） |                                   |
| 呂四娘                            | —                                    |                                   |